# Східна Флорида

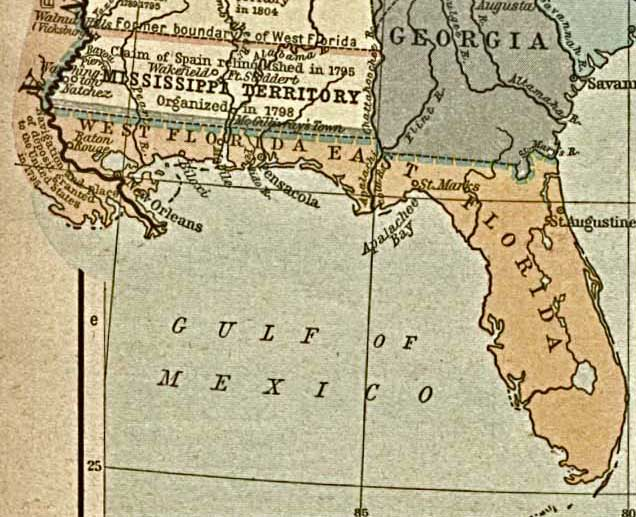
Західна та Східна Флориди у 1803 році

Східна Флорида (англ. East Florida, ісп. Florida Oriental) — колоніальне володіння на території сучасного американського штату Флорида, що існувало у XVIII—XIX століттях.
Спочатку ці землі були частиною ширшої іспанської колонії Флорида. Зазнавши поразки в Семирічній війні, Франція в 1762 році за секретним договором поступила Луїзіану Іспанії. У 1763 році за офіційним мирним договором Франція поступилася територією Луїзіани на схід від річки Міссісіпі Великій Британії, а Іспанія в обмін на захоплену Великою Британією під час війни Гавану віддала Великій Британії Флориду, не ставши також претендувати на східну Луїзіану. Британія вважала, що новопридбана територія є занадто великою для ефективного управління, і розділила її по річці Апалачікола на дві колонії: Східну Флориду та Західну Флориду. Адміністративним центром Східної Флориди став Сент-Огастін, який був при іспанцях адміністративним центром усієї колонії Флорида.
У Великій Британії організацією освоєння Східної Флориди зайнялися багато в чому самі люди, що займалися освоєнням Нової Шотландії; головну роль серед них грали Річард Освальд (саме він у 1783 став представником Великої Британії на мирних переговорах у Парижі з повсталими колоніями) і Джеймс Грант (перший губернатор Східної Флориди).
Під час війни за незалежність США Східна Флорида стала одним із оплотів британських лоялістів. Однак Іспанія підтримала повсталі колонії, і за мирним договором, що завершив війну, отримала Флориду назад. Іспанці вважали за краще зберегти створену британцями структуру управління і залишили Східну Флориду окремою колонією. Вигідні умови, запропоновані іспанською владою, залучили на ці землі багато переселенців із молодих Сполучених Штатів.

Прапор «патріотів Східної Флориди», розроблений у штабі Метьюза

В 1810 частина жителів колонії Західна Флорида повстала, і проголосила незалежну республіку. Президент США Джеймс Медісон побачив шанс на приєднання всього Південного Сходу до США, поки Іспанія зайнята в Європі і, анексувавши Західну Флориду (за винятком округу Мобіл ), направив офіцера Джорджа Метьюза в Східну Флориду, щоб він організував там аналогічне повстання. Однак жителів Східної Флориди цілком влаштовував існуючий стан справ, і вони повставати не бажали, тому Джордж Метьюз набрав добровольців у Джорджії і, висадившись за підтримки флоту США в 1812 на острові Амелія, проголосив його незалежність. Однак в умовах наростання напруженості у відносинах з Великою Британією, Конгрес побоювався вплутатися у війну ще й з Іспанією, тому президент став заперечувати, що Метьюз діяв за його дорученням. Метьюзу довелося повернутися до США, де незабаром помер через похилий віку, а острів Амелія був знову зайнятий іспанцями.
У Флориді практично не було іспанських державних чи військових структур, і семіноли вільно перетинали кордон та грабували американські поселення. Під час Першої семінольської війни загін американських військ під командуванням Ендрю Джексона в 1818 р. вторгнувся в іспанські володіння, 7 квітня захопив Сент-Маркс, а 24 травня — Пенсаколу. Іспанці опротестували дії Джексона, але держсекретар США Джон Адамс виправдав їх і запропонував Іспанії або краще контролювати індіанське населення Флориди, або передати цю територію США. Іспанська метрополія була виснажена Війною на півострові, а в американських колоніях Іспанії почалися революції. Іспанський уряд не хотів робити подальших інвестицій у Флориду, і побоювався за кордон між Сполученими Штатами та іспанською колонією Мексика. Тому почалися переговори, і в 1819 Іспанія погодилася на передачу всієї Флориди Сполученим Штатам. Договір набув чинності 1821 року, а 1822 року Конгрес США перетворив колишню колонію Східна Флорида на Територію Флорида.